# 紅い花 (五木ひろしの曲)
「紅い花」（あかいはな）は、1974年6月に発売された五木ひろしのシングルである。

## 解説
- 日本テレビ系ドラマ「白粉花」の主題歌。
- 2009年にも同名のシングルが発売されているがそちらはちあきなおみのカバー曲「紅い花 (ちあきなおみの曲)」であり、タイトルこそ同じものの全く別の曲である。

## 収録曲
- 両楽曲共に、作詞：山口洋子／作曲：中村泰士／編曲：あかのたちお

1. 紅い花（3分41秒）
2. 愚痴（3分14秒）